# ビーナス・ウィリアムズ
ビーナス・エボニー・スタール・ウィリアムズ（英語: Venus Ebony Starr Williams, 1980年6月17日 - ）は、アメリカ・カリフォルニア州リンウッド出身の女子プロテニス選手。身長185cm、体重73kg、バックハンド・ストロークは両手打ち。これまでにWTAツアーでシングルス49勝、ダブルス22勝を挙げている。WTAランキング自己最高位はシングルス1位、ダブルス1位。
1990年代後半からアメリカ女子テニス界のトッププレイヤーの一人として活躍。妹のセリーナ・ウィリアムズとともに、女子テニス界に「パワーテニス」を持ち込み、これまでの女子テニスのスタイルを一変させた。
シングルス・ダブルス・混合ダブルスでのグランドスラム優勝合計は23回で、特にセリーナ・ウィリアムズと組んだダブルスの優勝回数は、オープン化以降チーム歴代2位タイの14回。
オリンピック金メダル4個獲得は、男女通して妹のセリーナ・ウィリアムズと並び歴代1位タイ。

## 選手経歴

### キャリア初期
5人姉妹の4女として生まれる（異父姉妹である。3人姉妹とビーナス、セリーナで別）。1994年10月、同じ年のマルチナ・ヒンギスと同時期に14歳でプロ転向。しかし学業を優先する父親リチャードの教育方針により、最初の2年間は出場試合数を絞っていた。1997年3月からWTAツアーに本格参戦を開始。同年の全仏オープンで4大大会にデビュー（1回戦の相手は日本の沢松奈生子であった）、同年の全米オープンでは、世界ランキング66位のノーシードながら一気に決勝に進出。ヒンギスに 0-6, 4-6 で完敗したが、彼女の登場は当時の女子テニス界に強烈な印象を与えた。当時の目標は、妹のセリーナとともに、“テニス版タイガー・ウッズ”だった。
1998年3月にシングルスで世界トップ10入り。
なお、この年の4大大会の混合ダブルス部門は、ビーナスがジャスティン・ギメルストブ（アメリカ）とのペアで全豪オープンと全仏オープンで勝利した後、セリーナはマックス・ミルヌイ（ベラルーシ）とのペアでウィンブルドンと全米オープンを連続制覇と、ウイリアムズ姉妹が優勝を独占した年となった。
1999年以降、ビーナスは、さらなる躍進を遂げる。1999年3月の「リプトン国際選手権」で、セリーナと初の“姉妹対決の決勝”を戦い勝利するなど、ツアー7勝をあげる。

### 2000年-2002年 ウィリアムズ姉妹時代
1999年の全米オープンで、セリーナがグランドスラム初優勝を飾ってからは、2000年以降は徐々に女子テニス界をウィリアムズ姉妹が支配していくことになる。
2000年にウィンブルドン選手権でビーナスが初優勝を果たす（この時は準決勝でセリーナと姉妹対決をしている）。続く全米オープンで4大大会連続優勝。シドニー五輪でも単複の金メダルを獲得し、シングルス「35連勝」を記録した。
2001年もウィンブルドンと全米オープンで大会2連覇。2001年の全米オープンでは、姉妹の夢であった「4大大会決勝での姉妹対決」を初めて実現、ビーナスが勝利した。2002年2月、黒人の女子テニス選手として初の世界ランキング1位に耀く。しかしこの頃からセリーナとの形勢が逆転。2002年全仏オープンから2003年全豪オープンまで「4大会連続」で姉妹対決の決勝となるが、全て敗退。翌2003年のウィンブルドンでも決勝でセリーナに敗れた。

### 2003年-2006年 怪我
その後、セリーナともども体調を崩し、2003年度テニス・ツアーの後半戦を欠場する。ビーナスは2004年1月からツアーに復帰したが、しばらく4大大会で不本意な早期敗退が続いた。ようやく翌2005年のウィンブルドンで復活。第14シードから勝ち進み、準決勝で大会前年優勝者のマリア・シャラポワに快勝し、決勝戦では（5年前の初優勝と同じ顔合わせ）リンゼイ・ダベンポートに 4-6, 7-6, 9-7 で優勝した。

### 2007年-2009年 復活

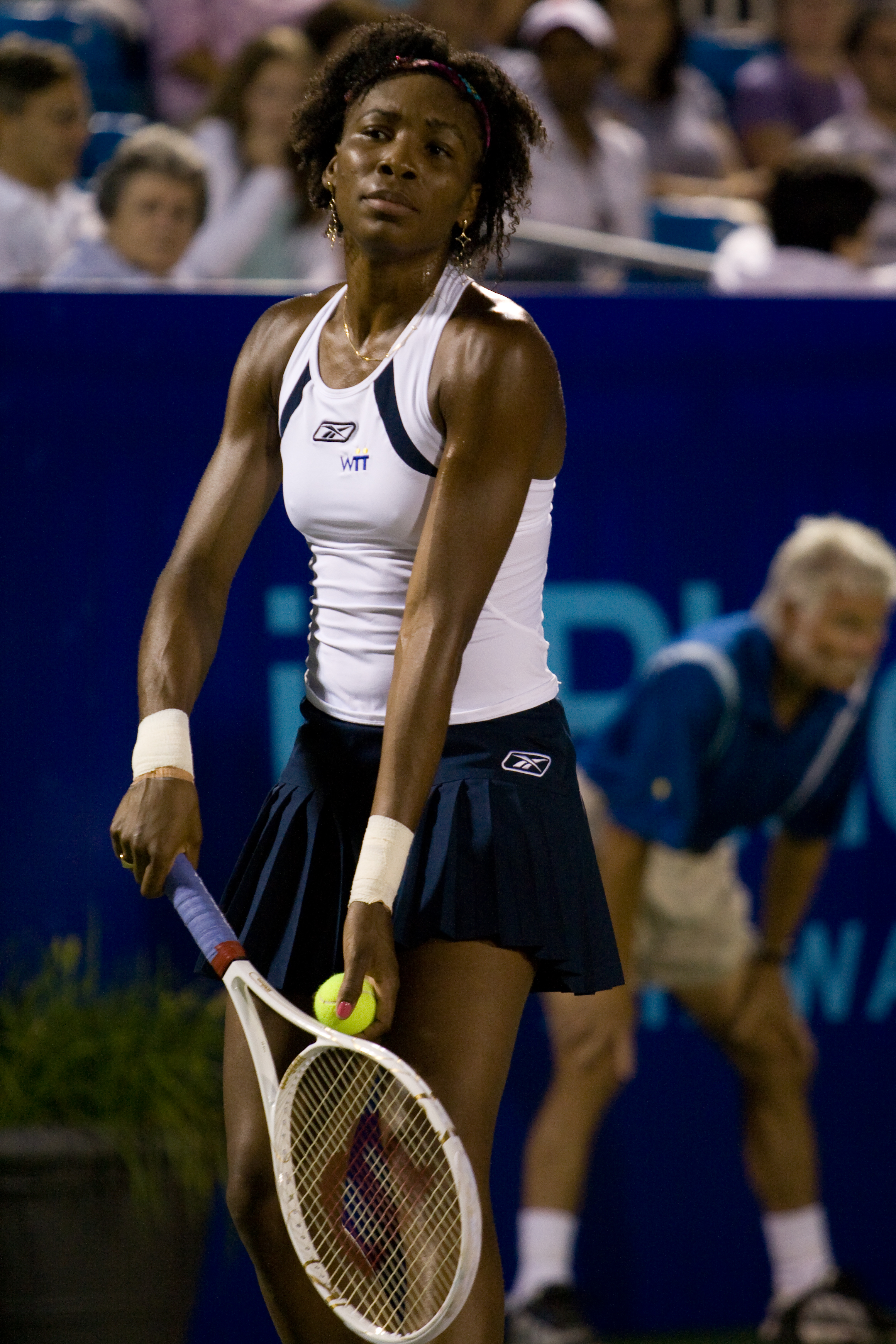
2007年

2006年ウィンブルドンでは3回戦で姿を消したが、2007年では、世界ランキング31位（第23シード）だったが、4回戦でシャラポワ、準々決勝でスベトラーナ・クズネツォワ、準決勝でアナ・イバノビッチ、決勝ではマリオン・バルトリを 6-4, 6-1 で退け、2年ぶり4度目の優勝を達成。コンピューター・ランキングが導入されて以来、ウィンブルドン史上最も低いランキングでの優勝者となった（これは、2年前のビーナス自身による16位での優勝を更新したもの）。2008年ウィンブルドンの決勝戦では、5年ぶりに姉妹対決を実現させ、ビーナスが 7-5, 6-4 のストレート勝ちを収めた。これでビーナスの4大大会シングルス優勝は「7勝」となり、ウィンブルドン女子シングルス「5勝」は、同選手権の単独6位記録となる。2009年ウィンブルドンでは、2年連続の姉妹対決決勝となったが、 6-7, 2-6 で敗れ、3連覇を逃した。

### 2011年-2013年 再びの怪我・病気
その後2011年からはケガや病気（シェーグレン症候群：自己免疫疾患の一種）に悩まされ、4大大会でも思ったような成績が残せず、早期敗退が多くなった。
2011年のシングルスのシーズン最終ランキングは1996年以来、実に15年振りにトップ100圏外（103位）となったが、2012年ロンドンオリンピックに出場することに並々ならぬ意欲を見せ、これまで以上に大会に出場し、見事、シングルス、ダブルス共に出場を果たし（ダブルスは金メダル）、元世界No.1としてのプライドを見せた。

### 2014年-2015年 トップ10復帰へ
2014年2月のドバイ・テニス選手権でアリーゼ・コルネに6-3, 6-0で勝利し、プレミア大会としては2010年の同大会に優勝して以来、実に4年ぶりのツアー優勝を飾った。
2015年は1月のオークランドの決勝で第1シードのキャロライン・ウォズニアッキに2–6, 6-3, 6-3で勝利し、46個目のWTAツアータイトルを獲得し、幸先の良いスタートを切った。その勢いのまま2015年全豪オープンで4大大会としては、2010年全米オープン以来5年振りにベスト8へ進出した。QFでは同じアメリカの19歳の若手、マディソン・キーズに4-6, 6-3, 4-6のフルセットで敗れ、全豪オープンとしては2003年大会以来、12年振りとなるベスト4進出を逃した。続く全仏オープンでは1回戦で敗れたが、2015年ウィンブルドンでは4回戦に進出した。3回戦に進出した時点で、大会通算勝利数が75勝となり、シュテフィ・グラフを抜いて歴代3位となった。4回戦ではセリーナとの姉妹対決となり、4-6, 3-6で敗れた（セリーナはこの時点でビーナスと並んで大会通算勝利数が76勝となった。最終的には優勝を果たし79勝とした）。全米オープンは、第23シードで出場し、1、2回戦でフルセットを強いられるものの、2010年大会以来5年ぶりのベスト8へ進出。ウィンブルドンに続いて第1シードのセリーナとの対決となり、2-6, 6-1, 3-6で敗れ、ベスト4進出はならなかったが、お互い鋭い打球の打ち合いとなり、ハイレベルな試合であった。ビーナスが1年の4大大会で、2大会以上のベスト8以上を記録したのは2010年以来5年振りとなり、久しぶりの復活を印象付けた。
全米オープン後のプレミア5大会の一つ、武漢オープンでノーシードながら、決勝へ進出。2015年ウィンブルドン準優勝者のガルビネ・ムグルサと対戦し、6-3, 3-0とビーナスがリードしたところで、ムグルサが棄権をし、ビーナスがWTAツアー通算47勝目を挙げた。
2009年以来（2010年は出場権を得ていたが、怪我で出場辞退）のWTAツアー選手権を目指したが、10位に留まり出場を果たせなかった。
その翌週、2014年まで行われていたWTAトーナメント・オブ・チャンピオンズの後継大会として新設されたWTAエリート・トロフィーへ出場。
ラウンドロビンを2勝0敗で勝ち上がり、準決勝でロベルタ・ビンチに6-2, 6-2、決勝でカロリナ・プリスコバに7-5, 7-6で勝利し、初代チャンピオンとなった。この勝利で、ツアー年間最終ランキングが7位となり、トップ10復帰を2011年3月以来、年間最終ランキングトップ10を2010年以来に飾った。

### 2016年-現在
2016年は、2015年に優勝したオークランド、ベスト8だった2016年全豪オープンに2大会連続で初戦敗退を喫し、トップ10から陥落してしまうものの、2月に新設された台湾オープンの決勝で日本の土居美咲に6-4, 6-2で勝利し、ツアー通算49勝目を挙げた。
毎年3月に行われるアメリカでのBNPパリバ・オープンに2001年以来、15年ぶりに出場した。これは01年大会のセリーナとの準決勝直前にビーナスが棄権したことにより、決勝時に観客から、セリーナと観客席にいるビーナスに対し、凄まじいブーイングが浴びせられたことで、人種差別だとして、出場をセリーナと共にボイコットしていた（セリーナは15年大会から復帰）。しかし16年大会の登場時には、観客からは拍手と歓声で迎えられた。結果は2回戦で奈良くるみに4-6, 3-6で敗れた（ビーナスが日本人に敗れたのは、この時が初めて）。
全仏オープンでは2010年大会以来6年ぶりにシングルス4回戦に進出したが、ティメア・バシンスキーに2-6, 4-6で敗れた。
2016年ウィンブルドンでは2009年に準優勝して以来のベスト4に進出。過去8度、準決勝に進出した際には、必ず決勝進出を果たしていたが、2016年全豪オープンチャンピオンのアンゲリク・ケルバーに4-6, 4-6で敗れ、先の試合で勝っていたセリーナの待つ決勝進出とはならなかった。また、同大会の出場で、グランドスラムシングルス出場回数が通算71回となり、メアリー・ジョー・フェルナンデスに並び歴代1位タイの出場回数を記録した。
リオデジャネイロ五輪のシングルスでは第5シードで出場したものの、1回戦でキルステン・フリプケンスに6-4, 3-6, 6-7で敗れ、五輪で初めての1回戦敗退となった。
全米オープンは第6シードとして順調に勝利していくが、4回戦でカロリナ・プリスコバに6-4, 4-6, 6-7の逆転で敗れた。特に最終第3セットのタイブレークでは、マッチポイントを掴みながらの敗戦であった。
2017年全豪オープンは、第13シードで出場し、上位シードが早期敗退していく中、準々決勝でアナスタシア・パブリュチェンコワに6-4, 7-6で勝利し、続く準決勝は、4回戦で第1シードのアンゲリク・ケルバー、準々決勝で前年全仏チャンピオンのガルビネ・ムグルサに勝って勢いのある同胞のココ・バンダウェイと対戦。粘り強いテニスで6-7, 6-2, 6-3で逆転勝ちした。これにより、四大大会では2009年ウィンブルドン以来8年ぶりの決勝進出、全豪オープンでは2003年以来、実に14年ぶりの決勝進出を果たす（同大会最年長ファイナリスト）。決勝の相手は第2シードのセリーナ・ウィリアムズと四大大会決勝通算9度目の対戦となり、4-6, 4-6で敗れ、2008年ウィンブルドン以来、久しぶりの四大大会優勝と全豪オープン初優勝はならなかった。またこの勝利でセリーナは、シュテフィ・グラフと22度で並んでいたオープン化以降の四大大会優勝記録を更新する、最多23度目の優勝を成し遂げた。
3月のBNPパリバ・オープンでは、2回戦で元世界No.1のエレナ・ヤンコビッチに1-6, 7-6, 6-1の大逆転勝利で波に乗り、準々決勝へ進出。準々決勝では、エレーナ・ベスニナ（今大会優勝者）に敗れたものの、同大会ではボイコット前の2001年大会以来のベスト8進出を果たした。翌週の同じくプレミア・マンダトリーに位置するマイアミ・オープンでも好調を維持し、4回戦では第7シードのスベトラーナ・クズネツォワに6-3, 7-6で勝利。2年ぶりにトップ10選手から勝ち星を挙げ、続く準々決勝では、第1シードで世界ランク1位のアンゲリク・ケルバーと対戦。7-5, 6-3でストレート勝ちし、2014年に当時世界ランク1位のセリーナに勝って以来の世界No.1選手からの勝利を挙げ、同時に、36歳9ヵ月での世界No.1選手からの勝利は、最も年長での勝利記録となった。準決勝はジョアンナ・コンタに4-6, 5-7で敗れ、決勝進出はならなかった。
全仏オープンでは、通算20回目の出場を果たした史上初めての選手となった。結果は、シングルス4回戦まで進出したが、昨年と同じ4回戦で、同じ相手のティメア・バシンスキーに7-5, 2-6, 1-6の逆転で敗れ、全仏オープン11年ぶりのベスト8進出とはならなかった。

## ダブルス
ビーナスの最大の武器は、時速200kmを超える高速サーブである。最大のライバルであるマルチナ・ヒンギスの頭脳プレーに打ち勝つため、持ち前の大きな体格を活かした強力なパワーテニスを編み出してきた。だが、その一方で、姉妹ともに多くの故障に悩まされてきた。
姉妹の4大大会ダブルス優勝は14度あり、シドニー五輪と北京五輪、ロンドン五輪のダブルス金メダルも獲得した。初めて姉妹ダブルスで4大大会に出場した1998年全豪オープンでは、3回戦で日本の雉子牟田直子&宮城ナナ組に敗れている。1999年全仏オープンの女子ダブルス決勝でマルチナ・ヒンギス&アンナ・クルニコワ組を破って初優勝して以来、無敵の強さを誇ってきた。しかし、2003年のウィンブルドン女子ダブルス3回戦で、姉妹はロシアペアのエレーナ・デメンチェワ&リナ・クラスノルツカヤ組に敗退して以降、姉妹のどちらかの体調不良により、姉妹でエントリーできないことが多かった。5年後の2008年ウィンブルドンで、リサ・レイモンド（アメリカ）&サマンサ・ストーサー（オーストラリア）組を 6-2, 6-2 で圧倒、姉妹で6年ぶり3度目の女子ダブルス優勝を果たした。同年の北京五輪の女子ダブルスでも、2大会ぶり2個目の金メダルを獲得した。2009年全豪オープンでは、姉妹は決勝で杉山愛&ダニエラ・ハンチュコバ組を 6-3, 6-3 で破り、6年ぶり3度目の優勝を果たした。その後2009年ウィンブルドンから2010年全仏オープンまで4大大会女子ダブルス4連勝を達成。その後、2012年ウィンブルドンでは、3年ぶり5度目の優勝を果たした。同年、同地で行われたロンドン五輪においても、2大会連続3個目の金メダルを獲得。これにより姉妹とも五輪通算4個の金メダルを獲得、これは男女通じてテニス選手で史上最多である。
2016年はリオデジャネイロオリンピックも見据え2014年全米オープン以来、セリーナと組んでのダブルスに出場。全仏オープンは3回戦で敗退するものの、2016年ウィンブルドンでは、決勝を含め6試合中5試合がシードチームとの対戦だったが、いずれも勝利し、2012年大会以来6度目の優勝を飾った。これでセリーナと組んだチームでのグランドスラム優勝回数は14回となり、オープン化以降同一チームとしての優勝回数は歴代2位タイとなった（歴代1位はマルチナ・ナブラチロワとパム・シュライバーの20回）。
リオデジャネイロ五輪では、姉妹の宿願であるダブルス3連覇を目指して、第1シードとして出場するものの、まさかの1回戦でストレートで敗れ、3連覇はならなかった。
ビーナスはシングルスも1回戦で敗れていたため、勝利することなく、大会を終えるところだったが、混合ダブルスにラジーブ・ラムと組んで出場。五輪で混合ダブルスに出場したことは初めてだったが、決勝に進出し、同じアメリカ代表のベサニー・マテック＝サンズ&ジャック・ソック組と対戦。結果は7-6, 1-6, [7-10]の逆転で敗れ、史上初のテニス選手としての5つ目の金メダル獲得はならなかった。それでも、通算獲得メダル数が「5個」となり、イギリスのキャスリーン・マッケイン・ゴッドフリーと並び、男女通じての最多獲得数となった。

## 日本との関係
ビーナスは日本を訪れた回数が少なく、これまで4度しか来日がない。初来日は2004年2月の東レ パン・パシフィック・オープン・テニストーナメントであったが、この時期は長期の故障から復帰したばかりで、準々決勝の試合前に棄権している。2007年10月、ビーナスはジャパン・オープンに初出場し、彼女の来日としては3年ぶり2度目となったが、急遽の出場要請だったこともあり（本来は休養する予定だった）決勝でビルジニ・ラザノ（フランス）に 6-4, 6-7, 4-6 で敗れ準優勝に終わっている。
3度目の来日は2009年の東レ パン・パシフィック・オープン・テニストーナメントに第2シードとして出場したが、2回戦でカルラ・スアレス・ナバロに6-7, 5-7で敗れた。
4度目も2013年9月の東レ パン・パシフィック・オープン・テニストーナメントであったが、準決勝でペトラ・クビトバに 6-3, 3-6, 6-7 で敗れ、1年ぶりとなるツアー決勝進出を逃した。

## 記録
※オープン化以降
4大大会通算最多出場「75回」2017年全米まで
ウィンブルドン 最も低い世界ランクで優勝「31位」
ウィンブルドン 最も低いシードで優勝「第23シード」
ウィンブルドン 最長試合時間決勝戦 「2時間45分（対リンゼイ・ダペンポート 2005年）」
ウィンブルドン 女子最速サーブ「129 mph (207.6 km/h)」
全米オープン 女子最速サーブ「129 mph (207.6 km/h)」
オリンピック金メダル「4個」
セリーナ・ウィリアムズとタイ記録。
オリンピックダブルス金メダル「3個」
マイアミ・マスターズ シングルス「22連勝」
シュテフィ・グラフとタイ記録。
ドバイ・テニス選手権 シングルス「16連勝」
ドバイ・テニス選手権 1セットも落とさずに優勝「2回」
ジュスティーヌ・エナンとタイ記録。
ドバイ・テニス選手権 ノーシードで優勝＆ワイルドカードで優勝
コネティカット・オープン シングルス「4連覇」
キャロライン・ウォズニアッキとタイ記録。
コネティカット・オープン 1セットも落とさずに優勝「2回」
ロジャーズ・カップ最年長決勝進出「34歳2ヵ月」

## WTAツアー決勝進出結果

### シングルス: 83回 (49勝34敗)
| 大会グレード                 | 大会グレード                  |
| 2008年以前                   | 2009年以後                    |
| ---------------------------- | ----------------------------- |
| グランドスラム (7–9)         |                               |
| WTAファイナルズ (1–2)        |                               |
| ティア I (6–3)               | プレミア・マンダトリー (0–2)  |
| ティア I (6–3)               | プレミア5 (3–1)               |
| オリンピック (1–0)           |                               |
| グランドスラム・カップ (1–1) | WTAエリート・トロフィー (1–0) |
| ティア II (17–11)            | プレミア (1–2)                |
| ティア III (5–1)             | インターナショナル (5–2)      |
| ティア IV ＆ V (1–0)         | インターナショナル (5–2)      |

| 結果   | No. | 決勝日         | 大会               | サーフェス        | 対戦相手                         | スコア                      |
| ------ | --- | -------------- | ------------------ | ----------------- | -------------------------------- | --------------------------- |
| 準優勝 | 1.  | 1997年9月7日   | 全米オープン       | ハード            | マルチナ・ヒンギス               | 0-6, 4-6                    |
| 準優勝 | 2.  | 1998年1月18日  | シドニー           | ハード            | アランチャ・サンチェス・ビカリオ | 1-6, 3-6                    |
| 優勝   | 1.  | 1998年2月23日  | オクラホマシティ   | ハード (室内)     | ヨアネット・クルーガー           | 6-3, 6-2                    |
| 優勝   | 2.  | 1998年3月16日  | マイマミ           | ハード            | アンナ・クルニコワ               | 2-6, 6-4, 6-1               |
| 準優勝 | 3.  | 1998年5月17日  | ローマ             | クレー            | マルチナ・ヒンギス               | 3-6, 6-2, 3-6               |
| 準優勝 | 4.  | 1998年7月27日  | スタンフォード     | ハード            | リンゼイ・ダベンポート           | 4-6, 7-5, 4-6               |
| 優勝   | 3.  | 1998年9月28日  | ミュンヘン         | ハード (室内)     | パティ・シュナイダー             | 6-2, 3-6, 6-2               |
| 準優勝 | 5.  | 1998年10月12日 | チューリッヒ       | カーペット (室内) | リンゼイ・ダベンポート           | 5-7, 3-6                    |
| 準優勝 | 6.  | 1999年2月21日  | ハノーファー       | カーペット (室内) | ヤナ・ノボトナ                   | 4-6, 4-6                    |
| 優勝   | 4.  | 1999年2月28日  | オクラホマシティ   | ハード (室内)     | アマンダ・クッツァー             | 6-4, 6-0                    |
| 優勝   | 5.  | 1999年3月15日  | マイアミ           | ハード            | セリーナ・ウィリアムズ           | 6-1, 4-6, 6-4               |
| 優勝   | 6.  | 1999年4月26日  | ハンブルク         | クレー            | マリー・ピエルス                 | 6-0, 6-3                    |
| 優勝   | 7.  | 1999年5月3日   | ローマ             | クレー            | マリー・ピエルス                 | 6-4, 6-2                    |
| 準優勝 | 7.  | 1999年7月26日  | スタンフォード     | ハード            | リンゼイ・ダベンポート           | 6-7(1-7), 2-6               |
| 準優勝 | 8.  | 1999年8月8日   | サンディエゴ       | ハード            | マルチナ・ヒンギス               | 4-6, 0-6                    |
| 優勝   | 8.  | 1999年8月23日  | ニューヘイブン     | ハード (室内)     | リンゼイ・ダベンポート           | 6-2, 7-5                    |
| 準優勝 | 9.  | 1999年10月3日  | ミュンヘン         | ハード            | セリーナ・ウィリアムズ           | 1-6, 6-3, 3-6               |
| 優勝   | 9.  | 1999年10月11日 | チューリッヒ       | ハード (室内)     | マルチナ・ヒンギス               | 6-3, 6-4                    |
| 優勝   | 10. | 2000年6月26日  | ウィンブルドン     | 芝                | リンゼイ・ダベンポート           | 6-3, 7-6(7-3)               |
| 優勝   | 11. | 2000年7月24日  | スタンフォード     | ハード            | リンゼイ・ダベンポート           | 6-1, 6-4                    |
| 優勝   | 12. | 2000年7月31日  | サンディエゴ       | ハード            | モニカ・セレシュ                 | 6-0, 6-7(3-7), 6-3          |
| 優勝   | 13. | 2000年8月21日  | ニューヘイブン     | ハード            | モニカ・セレシュ                 | 6-2, 6-4                    |
| 優勝   | 14. | 2000年8月28日  | 全米オープン       | ハード            | リンゼイ・ダベンポート           | 6-4, 7-5                    |
| 優勝   | 15. | 2000年9月28日  | シドニー五輪       | ハード            | エレーナ・デメンチェワ           | 6-2, 6-4                    |
| 準優勝 | 10. | 2000年10月16日 | リンツ             | カーペット (室内) | リンゼイ・ダベンポート           | 4-6, 6-3, 2-6               |
| 優勝   | 16. | 2001年3月19日  | マイアミ           | ハード            | ジェニファー・カプリアティ       | 4-6, 6-1, 7-6(7-4)          |
| 優勝   | 17. | 2001年4月30日  | ハンブルク         | クレー            | メガン・ショーネシー             | 6-3, 6-0                    |
| 優勝   | 18. | 2001年6月25日  | ウィンブルドン     | 芝                | ジュスティーヌ・エナン           | 6-1, 3-6, 6-0               |
| 優勝   | 19. | 2001年7月30日  | サンディエゴ       | ハード            | モニカ・セレシュ                 | 6-2, 6-3                    |
| 優勝   | 20. | 2001年8月20日  | ニューヘイブン     | ハード            | リンゼイ・ダベンポート           | 7-6(8-6), 6-4               |
| 優勝   | 21. | 2001年8月27日  | 全米オープン       | ハード            | セリーナ・ウィリアムズ           | 6-2, 6-4                    |
| 優勝   | 22. | 2002年1月6日   | ゴールドコースト   | ハード            | ジュスティーヌ・エナン           | 7-5, 6-2                    |
| 優勝   | 23. | 2002年2月4日   | パリ               | カーペット (室内) | エレナ・ドキッチ                 | 不戦勝                      |
| 優勝   | 24. | 2002年2月11日  | アントワープ       | カーペット (室内) | ジュスティーヌ・エナン           | 6-3, 5-7, 6-3               |
| 優勝   | 25. | 2002年4月8日   | アメリアアイランド | クレー            | ジュスティーヌ・エナン           | 2-6, 7-5, 7-6(7-5)          |
| 準優勝 | 11. | 2002年4月29日  | ハンブルク         | クレー            | キム・クライシュテルス           | 6-1, 3-6, 4-6               |
| 準優勝 | 12. | 2002年6月9日   | 全仏オープン       | クレー            | セリーナ・ウィリアムズ           | 5-7, 3-6                    |
| 準優勝 | 13. | 2002年7月7日   | ウィンブルドン     | 芝                | セリーナ・ウィリアムズ           | 6-7(4-7), 3-6               |
| 優勝   | 26. | 2002年7月22日  | スタンフォード     | ハード            | キム・クライシュテルス           | 6-3, 6-3                    |
| 優勝   | 27. | 2002年7月29日  | サンディエゴ       | ハード            | エレナ・ドキッチ                 | 6-2, 6-2                    |
| 優勝   | 28. | 2002年8月19日  | ニューヘイブン     | ハード            | リンゼイ・ダベンポート           | 7-5, 6-0                    |
| 準優勝 | 14. | 2002年9月8日   | 全米オープン       | ハード            | セリーナ・ウィリアムズ           | 4-6, 3-6                    |
| 準優勝 | 15. | 2003年1月26日  | 全豪オープン       | ハード            | セリーナ・ウィリアムズ           | 6-7(4-7), 6-3, 4-6          |
| 優勝   | 29. | 2003年2月10日  | アントワープ       | カーペット (室内) | キム・クライシュテルス           | 6-2, 6-4                    |
| 準優勝 | 16. | 2003年4月28日  | ワルシャワ         | クレー            | アメリ・モレスモ                 | 7-6(8-6), 0-6, 0-3 途中棄権 |
| 準優勝 | 17. | 2003年7月6日   | ウィンブルドン     | 芝                | セリーナ・ウィリアムズ           | 6-4, 4-6, 2-6               |
| 優勝   | 30. | 2004年4月12日  | チャールストン     | クレー            | コンチタ・マルティネス           | 2-6, 6-2, 6-1               |
| 優勝   | 31. | 2004年4月26日  | ワルシャワ         | クレー            | スベトラーナ・クズネツォワ       | 6-1, 6-4                    |
| 準優勝 | 18. | 2004年5月3日   | ベルリン           | クレー            | アメリ・モレスモ                 | 不戦敗                      |
| 準優勝 | 19. | 2004年7月12日  | スタンフォード     | ハード            | リンゼイ・ダベンポート           | 6-7(4-7), 7-5, 6-7(4-7)     |
| 準優勝 | 20. | 2005年2月14日  | アントワープ       | カーペット (室内) | アメリ・モレスモ                 | 6-4, 5-7, 4-6               |
| 優勝   | 32. | 2005年5月15日  | イスタンブール     | クレー            | ニコル・バイディソバ             | 6-3, 6-2                    |
| 優勝   | 33. | 2005年7月9日   | ウィンブルドン     | 芝                | リンゼイ・ダベンポート           | 4-6, 7-6(7-4), 9-7          |
| 準優勝 | 21. | 2005年8月1日   | スタンフォード     | ハード            | キム・クライシュテルス           | 5-7, 2-6                    |
| 優勝   | 34. | 2007年2月24日  | メンフィス         | ハード (室内)     | シャハー・ピアー                 | 6-1, 6-1                    |
| 優勝   | 35. | 2007年7月7日   | ウィンブルドン     | 芝                | マリオン・バルトリ               | 6-4, 6-1                    |
| 優勝   | 36. | 2007年9月30日  | ソウル             | ハード            | マリア・キリレンコ               | 6-3, 1-6, 6-4               |
| 準優勝 | 22. | 2007年10月6日  | 東京               | ハード            | ビルジニ・ラザノ                 | 6-4, 6-7(7-9), 4-6          |
| 優勝   | 37. | 2008年7月5日   | ウィンブルドン     | 芝                | セリーナ・ウィリアムズ           | 7-5, 6-4                    |
| 優勝   | 38. | 2008年10月19日 | チューリッヒ       | ハード (室内)     | フラビア・ペンネッタ             | 7-6(7-1), 6-2               |
| 優勝   | 39. | 2008年11月9日  | ドーハ             | ハード            | ベラ・ズボナレワ                 | 6-7(5-7), 6-0, 6-2          |
| 優勝   | 40. | 2009年2月21日  | ドバイ             | ハード            | ビルジニ・ラザノ                 | 6-4, 6-2                    |
| 優勝   | 41. | 2009年2月28日  | アカプルコ         | クレー            | フラビア・ペンネッタ             | 6-1, 6-2                    |
| 準優勝 | 23. | 2009年7月5日   | ウィンブルドン     | 芝                | セリーナ・ウィリアムズ           | 6-7(3-7), 2-6               |
| 準優勝 | 24. | 2009年8月2日   | スタンフォード     | ハード            | マリオン・バルトリ               | 2-6, 7-5, 4-6               |
| 準優勝 | 25. | 2009年11月1日  | ドーハ             | ハード (室内)     | セリーナ・ウィリアムズ           | 2-6, 6-7(4-7)               |
| 優勝   | 42. | 2010年2月20日  | ドバイ             | ハード            | ビクトリア・アザレンカ           | 6-3, 7-5                    |
| 優勝   | 43. | 2010年2月27日  | アカプルコ         | クレー            | ポロナ・ヘルツォグ               | 2-6, 6-2, 6-3               |
| 準優勝 | 26. | 2010年4月3日   | マイアミ           | ハード            | キム・クライシュテルス           | 2-6, 1-6                    |
| 準優勝 | 27. | 2010年5月16日  | マドリード         | クレー            | アラバン・レザイ                 | 2-6, 5-7                    |
| 優勝   | 44. | 2012年10月21日 | ルクセンブルク     | ハード（室内）    | モニカ・ニクルスク               | 6-2, 6-3                    |
| 準優勝 | 28. | 2014年1月4日   | オークランド       | ハード            | アナ・イバノビッチ               | 2-6, 7-5, 4-6               |
| 優勝   | 45. | 2014年2月22日  | ドバイ             | ハード            | アリーゼ・コルネ                 | 6-3, 6-0                    |
| 準優勝 | 29. | 2014年8月10日  | モントリオール     | ハード            | アグニエシュカ・ラドワンスカ     | 4-6, 2-6                    |
| 準優勝 | 30. | 2014年9月14日  | ケベック・シティー | ハード (室内)     | ミリヤナ・ルチッチ               | 4-6, 3-6                    |
| 優勝   | 46. | 2015年1月10日  | オークランド       | ハード            | キャロライン・ウォズニアッキ     | 2-6, 6-3, 6-3               |
| 優勝   | 47. | 2015年10月3日  | 武漢               | ハード            | ガルビネ・ムグルサ               | 6-3, 3-0 途中棄権           |
| 優勝   | 48. | 2015年11月8日  | 珠海               | ハード（室内）    | カロリナ・プリスコバ             | 7-5, 7-6(8-6)               |
| 優勝   | 49. | 2016年2月14日  | 高雄               | ハード            | 土居美咲                         | 6-4, 6-2                    |
| 準優勝 | 31. | 2016年7月24日  | スタンフォード     | ハード            | ジョアンナ・コンタ               | 5-7, 7-5, 2-6               |
| 準優勝 | 32. | 2017年1月28日  | 全豪オープン       | ハード            | セリーナ・ウィリアムズ           | 4-6, 4-6                    |
| 準優勝 | 33. | 2017年7月15日  | ウィンブルドン     | 芝                | ガルビネ・ムグルサ               | 5-7, 0-6                    |
| 準優勝 | 34. | 2017年10月29日 | シンガポール       | ハード (室内)     | キャロライン・ウォズニアッキ     | 4-6, 4-6                    |

### ダブルス: 23回 (22勝1敗)
| 大会グレード          | 大会グレード                 |
| 2008年以前            | 2009年以後                   |
| --------------------- | ---------------------------- |
| グランドスラム (14–0) |                              |
| ティア I (1–0)        | プレミア・マンダトリー (1–0) |
| ティア I (1–0)        | プレミア5 (0–0)              |
| オリンピック (3–0)    |                              |
| ティア II (1–1)       | プレミア (1–0)               |
| ティア III (1–0)      | インターナショナル (0–0)     |
| ティア IV ＆ V (0–0)  | インターナショナル (0–0)     |

| 結果   | No. | 決勝日         | 大会             | サーフェス        | パートナー             | 対戦相手                                                    | スコア             |
| ------ | --- | -------------- | ---------------- | ----------------- | ---------------------- | ----------------------------------------------------------- | ------------------ |
| 優勝   | 1.  | 1998年2月23日  | オクラホマシティ | ハード (室内)     | セリーナ・ウィリアムズ | カタリナ・クリステア クリスティン・カンス                   | 7-5, 6-2           |
| 優勝   | 2.  | 1998年10月12日 | チューリッヒ     | カーペット (室内) | セリーナ・ウィリアムズ | マリアン・デ・スウォート エレナ・タタルコワ                 | 5-7, 6-1, 6-3      |
| 優勝   | 3.  | 1999年2月21日  | ハノーファー     | カーペット (室内) | セリーナ・ウィリアムズ | アレクサンドラ・フセ ナタリー・トージア                     | 5-7, 6-2, 6-2      |
| 優勝   | 4.  | 1999年6月6日   | 全仏オープン     | クレー            | セリーナ・ウィリアムズ | マルチナ・ヒンギス アンナ・クルニコワ                       | 6-3, 6-7(2-7), 8-6 |
| 準優勝 | 1.  | 1999年8月8日   | スタンフォード   | ハード            | セリーナ・ウィリアムズ | リンゼイ・ダベンポート コリーナ・モラリュー                 | 4-6, 1-6           |
| 優勝   | 5.  | 1999年9月12日  | 全米オープン     | ハード            | セリーナ・ウィリアムズ | チャンダ・ルビン サンドリーヌ・テスチュ                     | 4-6, 6-1, 6-4      |
| 優勝   | 6.  | 2000年7月9日   | ウィンブルドン   | 芝                | セリーナ・ウィリアムズ | ジュリー・アラール＝デキュジス 杉山愛                       | 6-3, 6-2           |
| 優勝   | 7.  | 2000年9月28日  | シドニー五輪     | ハード            | セリーナ・ウィリアムズ | クリスティ・ボーグルト ミリアム・オレマンス                 | 6-1, 6-1           |
| 優勝   | 8.  | 2001年1月26日  | 全豪オープン     | ハード            | セリーナ・ウィリアムズ | リンゼイ・ダベンポート コリーナ・モラリュー                 | 6-2, 4-6, 6-4      |
| 優勝   | 9.  | 2002年7月7日   | ウィンブルドン   | 芝                | セリーナ・ウィリアムズ | ビルヒニア・ルアノ・パスクアル パオラ・スアレス             | 6-2, 7-5           |
| 優勝   | 10. | 2003年1月24日  | 全豪オープン     | ハード            | セリーナ・ウィリアムズ | ビルヒニア・ルアノ・パスクアル パオラ・スアレス             | 4-6, 6-4, 6-3      |
| 優勝   | 11. | 2008年7月5日   | ウィンブルドン   | 芝                | セリーナ・ウィリアムズ | リサ・レイモンド サマンサ・ストーサー                       | 6-2, 6-2           |
| 優勝   | 12. | 2008年8月17日  | 北京五輪         | ハード            | セリーナ・ウィリアムズ | アナベル・メディナ・ガリゲス ビルヒニア・ルアノ・パスクアル | 6-2, 6-0           |
| 優勝   | 13. | 2009年1月30日  | 全豪オープン     | ハード            | セリーナ・ウィリアムズ | 杉山愛 ダニエラ・ハンチュコバ                               | 6-3, 6-3           |
| 優勝   | 14. | 2009年7月4日   | ウィンブルドン   | 芝                | セリーナ・ウィリアムズ | サマンサ・ストーサー レネ・スタブス                         | 7-6(7-4), 6-4      |
| 優勝   | 15. | 2009年8月2日   | スタンフォード   | ハード            | セリーナ・ウィリアムズ | 詹詠然 モニカ・ニクレスク                                   | 6-4, 6-1           |
| 優勝   | 16. | 2009年9月14日  | 全米オープン     | ハード            | セリーナ・ウィリアムズ | カーラ・ブラック リーゼル・フーバー                         | 6-2, 6-2           |
| 優勝   | 17. | 2010年1月29日  | 全豪オープン     | ハード            | セリーナ・ウィリアムズ | カーラ・ブラック リーゼル・フーバー                         | 6-4, 6-3           |
| 優勝   | 18. | 2010年5月15日  | マドリード       | クレー            | セリーナ・ウィリアムズ | ヒセラ・ドゥルコ フラビア・ペンネッタ                       | 6-2, 7-5           |
| 優勝   | 19. | 2010年6月3日   | 全仏オープン     | クレー            | セリーナ・ウィリアムズ | クベタ・ペシュケ カタリナ・スレボトニク                     | 6-2, 6-3           |
| 優勝   | 20. | 2012年7月7日   | ウィンブルドン   | 芝                | セリーナ・ウィリアムズ | アンドレア・フラバーチコバ ルーシー・ハラデツカ             | 7-5, 6-4           |
| 優勝   | 21. | 2012年8月5日   | ロンドン五輪     | 芝                | セリーナ・ウィリアムズ | アンドレア・フラバーチコバ ルーシー・ハラデツカ             | 6-4, 6-4           |
| 優勝   | 22. | 2016年7月9日   | ウィンブルドン   | 芝                | セリーナ・ウィリアムズ | ティメア・バボシュ ヤロスラワ・シュウェドワ                 | 6–3, 6–4           |

## 4大大会優勝

### ビーナスの女子シングルス
- ウィンブルドン：5勝（2000, 01, 05, 07, 08年） ［準優勝3度：2002, 03, 09年］
- 全米オープン：2勝（2000, 01年）［準優勝2度：1997, 2002年］

（ 全豪オープン 準優勝2度：2003, 17年）
（ 全仏オープン 準優勝1度：2002年）
| 年     | 大会           | 対戦相手               | 試合結果      |
| ------ | -------------- | ---------------------- | ------------- |
| 2000年 | ウィンブルドン | リンゼイ・ダベンポート | 6-3, 7-6      |
| 2000年 | 全米オープン   | リンゼイ・ダベンポート | 6-4, 7-5      |
| 2001年 | ウィンブルドン | ジュスティーヌ・エナン | 6-1, 3-6, 6-0 |
| 2001年 | 全米オープン   | セリーナ・ウィリアムズ | 6-2, 6-4      |
| 2005年 | ウィンブルドン | リンゼイ・ダベンポート | 4-6, 7-6, 9-7 |
| 2007年 | ウィンブルドン | マリオン・バルトリ     | 6-4, 6-1      |
| 2008年 | ウィンブルドン | セリーナ・ウィリアムズ | 7-5, 6-4      |

### 姉妹の女子ダブルス
- 全豪オープン：4勝（2001, 03, 09, 10年）
- 全仏オープン：2勝（1999年・2010年）
- ウィンブルドン：6勝（2000, 02, 08, 09, 12, 16年）
- 全米オープン：2勝（1999年・2009年）

### 混合ダブルス
- 全豪オープン：1勝（1998年）
- 全仏オープン：1勝（1998年）

## 大会成績

### シングルス

#### 4大大会
略語の説明
| W | F | SF | QF | #R | RR | Q# | LQ | A | Z# | PO | G | S | B | NMS | P | NH |

W=優勝, F=準優勝, SF=ベスト4, QF=ベスト8, #R=#回戦敗退, RR=ラウンドロビン敗退, Q#=予選#回戦敗退, LQ=予選敗退, A=大会不参加, Z#=デビスカップ/BJKカップ地域ゾーン, PO=デビスカップ/BJKカッププレーオフ, G=オリンピック金メダル, S=オリンピック銀メダル, B=オリンピック銅メダル, NMS=マスターズシリーズから降格, P=開催延期, NH=開催なし.
| 大会           | 1997 | 1998 | 1999 | 2000 | 2001 | 2002 | 2003 | 2004 | 2005 | 2006 | 2007 | 2008 | 2009 | 2010 | 2011 | 2012 | 2013 | 2014 | 2015 | 2016 | 2017 | 2018 | 2019 | 2020 | 2021 | 2022 | 2023 | 2024 | 2025 | 通算成績 |
| -------------- | ---- | ---- | ---- | ---- | ---- | ---- | ---- | ---- | ---- | ---- | ---- | ---- | ---- | ---- | ---- | ---- | ---- | ---- | ---- | ---- | ---- | ---- | ---- | ---- | ---- | ---- | ---- | ---- | ---- | -------- |
| 全豪オープン   | A    | QF   | QF   | A    | SF   | QF   | F    | 3R   | 4R   | 1R   | A    | QF   | 2R   | QF   | 3R   | A    | 3R   | 1R   | QF   | 1R   | F    | 1R   | 3R   | 1R   | 2R   | A    | A    | A    | A    | 54–21    |
| 全仏オープン   | 2R   | QF   | 4R   | QF   | 1R   | F    | 4R   | QF   | 3R   | QF   | 3R   | 3R   | 3R   | 4R   | A    | 2R   | 1R   | 2R   | 1R   | 4R   | 4R   | 1R   | 1R   | 1R   | 1R   | A    | A    | A    | A    | 48–24    |
| ウィンブルドン | 1R   | QF   | QF   | W    | W    | F    | F    | 2R   | W    | 3R   | W    | W    | F    | QF   | 4R   | 1R   | A    | 3R   | 4R   | SF   | F    | 3R   | 1R   | NH   | 2R   | A    | 1R   | A    | A    | 90–19    |
| 全米オープン   | F    | SF   | SF   | W    | W    | F    | A    | 4R   | QF   | A    | SF   | QF   | 4R   | SF   | 2R   | 2R   | 2R   | 3R   | QF   | 4R   | SF   | 3R   | 2R   | 1R   | A    | 1R   | 1R   | A    |      | 79–21    |

※: 1999年全米3回戦の不戦勝と2011年全米2回戦の不戦敗は通算成績に含まない

### 年間最終戦
| 大会                    | 1998     | 1999     | 2000     | 2001     | 2002     | 2003     | 2004            | 2005            | 2006            | 2007     | 2008     | 2009            | 2010            | 2011            | 2012            | 2013            | 2014            | 2015            | 2016            | 2017            | 2018            | 2019            | 2020            | 2021            | 2022            | 2023            | 2024            | 通算成績 |
| ----------------------- | -------- | -------- | -------- | -------- | -------- | -------- | --------------- | --------------- | --------------- | -------- | -------- | --------------- | --------------- | --------------- | --------------- | --------------- | --------------- | --------------- | --------------- | --------------- | --------------- | --------------- | --------------- | --------------- | --------------- | --------------- | --------------- | -------- |
| WTAファイナルズ         | A        | SF       | A        | A        | SF       | A        | Did Not Qualify | Did Not Qualify | Did Not Qualify | A        | W        | F               | A               | Did Not Qualify | Did Not Qualify | Did Not Qualify | Did Not Qualify | Did Not Qualify | Did Not Qualify | F               | Did Not Qualify | Did Not Qualify | Did Not Qualify | Did Not Qualify | Did Not Qualify | Did Not Qualify | Did Not Qualify | 14–7     |
| WTAエリート・トロフィー | Not Held | Not Held | Not Held | Not Held | Not Held | Not Held | Not Held        | Not Held        | Not Held        | Not Held | Not Held | Did Not Qualify | Did Not Qualify | Did Not Qualify | A               | DNQ             | DNQ             | W               | A               | Did Not Qualify | Did Not Qualify | Did Not Qualify | Not Held        | Not Held        | Not Held        | DNQ             | NH              | 4–0      |

#### オリンピック
| 大会             | 1996 | 2000 | 2004 | 2008 | 2012 | 2016 | 2021 | 2024 | 通算成績 |
| ---------------- | ---- | ---- | ---- | ---- | ---- | ---- | ---- | ---- | -------- |
| 夏季オリンピック | A    | G    | 3R   | QF   | 3R   | 1R   | A    | A    | 13–4     |

### ダブルス

#### 4大大会
| 大会           | 1997 | 1998 | 1999 | 2000 | 2001 | 2002 | 2003 | 2004 | 2005 | 2006 | 2007 | 2008 | 2009 | 2010 | 2011 | 2012 | 2013 | 2014 | 2015 | 2016 | 2017 | 2018 | 2019 | 2020 | 2021 | 2022 | 2023 | 2024 | 2025 | 通算成績 |
| -------------- | ---- | ---- | ---- | ---- | ---- | ---- | ---- | ---- | ---- | ---- | ---- | ---- | ---- | ---- | ---- | ---- | ---- | ---- | ---- | ---- | ---- | ---- | ---- | ---- | ---- | ---- | ---- | ---- | ---- | -------- |
| 全豪オープン   | A    | 3R   | SF   | A    | W    | A    | W    | A    | A    | A    | A    | QF   | W    | W    | A    | A    | QF   | A    | A    | A    | A    | A    | A    | A    | A    | A    | A    | A    | A    | 36–4     |
| 全仏オープン   | A    | A    | W    | A    | A    | A    | A    | A    | A    | A    | A    | A    | 3R   | W    | A    | A    | 1R   | A    | A    | 3R   | A    | 3R   | A    | A    | 1R   | A    | A    | A    | A    | 17–4     |
| ウィンブルドン | A    | 1R   | A    | W    | 3R   | W    | 3R   | A    | A    | A    | 2R   | W    | W    | QF   | A    | W    | A    | 2R   | A    | W    | A    | A    | A    | NH   | A    | A    | A    | A    | A    | 45–3     |
| 全米オープン   | 1R   | A    | W    | SF   | 3R   | A    | A    | A    | A    | A    | A    | A    | W    | A    | A    | 3R   | SF   | QF   | A    | A    | A    | A    | A    | A    | A    | 1R   | A    | A    |      | 27–7     |

※: 2010年全仏オープン2回戦の不戦勝と1998年ウィンブルドン1回戦の不戦敗と2000年全米オープン準決勝の不戦敗と2001年ウィンブルドン3回戦の不戦敗と2007年ウィンブルドン2回戦の不戦敗と2013年全仏オープン1回戦の不戦敗は通算成績に含まない

#### オリンピック
| 大会             | 1996 | 2000 | 2004 | 2008 | 2012 | 2016 | 2021 | 2024 | 通算成績 |
| ---------------- | ---- | ---- | ---- | ---- | ---- | ---- | ---- | ---- | -------- |
| 夏季オリンピック | A    | G    | 1R   | G    | G    | 1R   | A    | A    | 15–2     |

### 混合ダブルス

#### 4大大会
| 大会           | 1997 | 1998 | 1999 | 2000 | 2001 | 2002 | 2003 | 2004 | 2005 | 2006 | 2007 | 2008 | 2009 | 2010 | 2011 | 2012 | 2013 | 2014 | 2015 | 2016 | 2017 | 2018 | 2019 | 2020 | 2021 | 2022 | 2023 | 2024 | 2025 | 通算成績 |
| -------------- | ---- | ---- | ---- | ---- | ---- | ---- | ---- | ---- | ---- | ---- | ---- | ---- | ---- | ---- | ---- | ---- | ---- | ---- | ---- | ---- | ---- | ---- | ---- | ---- | ---- | ---- | ---- | ---- | ---- | -------- |
| 全豪オープン   | A    | W    | A    | A    | A    | A    | A    | A    | A    | A    | A    | A    | A    | A    | A    | A    | A    | A    | A    | A    | A    | A    | A    | 1R   | A    | A    | A    | A    | A    | 5–1      |
| 全仏オープン   | A    | W    | A    | A    | A    | A    | A    | A    | A    | A    | A    | A    | A    | A    | A    | A    | A    | A    | A    | A    | A    | A    | A    | NH   | A    | A    | A    | A    | A    | 6–0      |
| ウィンブルドン | 1R   | SF   | QF   | A    | A    | A    | A    | A    | 3R   | F    | A    | A    | A    | A    | A    | A    | A    | A    | A    | A    | A    | A    | 2R   | NH   | 2R   | 2R   | A    | A    | A    | 15–7     |
| 全米オープン   | A    | QF   | A    | A    | A    | A    | A    | A    | A    | A    | A    | A    | A    | A    | A    | A    | A    | A    | A    | A    | A    | A    | A    | NH   | A    | A    | A    | A    |      | 2–1      |

#### オリンピック
| 大会             | 2012 | 2016 | 2021 | 2024 | 通算成績 |
| ---------------- | ---- | ---- | ---- | ---- | -------- |
| 夏季オリンピック | A    | S    | A    | A    | 3–1      |